# Manuel Soares dos Reis
Manuel Soares dos Reis (Penafiel, 11 marzo 1910 – 15 aprile 1990) è stato un calciatore portoghese, di ruolo portiere.

## Carriera

### Nazionale
Ha collezionato 4 presenze con la maglia della Nazionale.

## Statistiche

### Presenze e reti in Nazionale
| Cronologia completa delle presenze e delle reti in nazionale ― Portogallo | Cronologia completa delle presenze e delle reti in nazionale ― Portogallo | Cronologia completa delle presenze e delle reti in nazionale ― Portogallo | Cronologia completa delle presenze e delle reti in nazionale ― Portogallo | Cronologia completa delle presenze e delle reti in nazionale ― Portogallo | Cronologia completa delle presenze e delle reti in nazionale ― Portogallo | Cronologia completa delle presenze e delle reti in nazionale ― Portogallo | Cronologia completa delle presenze e delle reti in nazionale ― Portogallo |
| Data                                                                      | Città                                                                     | In casa                                                                   | Risultato                                                                 | Ospiti                                                                    | Competizione                                                              | Reti                                                                      | Note                                                                      |
| ------------------------------------------------------------------------- | ------------------------------------------------------------------------- | ------------------------------------------------------------------------- | ------------------------------------------------------------------------- | ------------------------------------------------------------------------- | ------------------------------------------------------------------------- | ------------------------------------------------------------------------- | ------------------------------------------------------------------------- |
| 18-3-1934                                                                 | Lisbona                                                                   | Portogallo                                                                | 1 – 2                                                                     | Spagna                                                                    | Qual. Mondiali 1934                                                       | -3                                                                        | 15’                                                                       |
| 5-5-1935                                                                  | Lisbona                                                                   | Portogallo                                                                | 3 – 3                                                                     | Spagna                                                                    | Amichevole                                                                | -1                                                                        | 23’                                                                       |
| 26-1-1936                                                                 | Porto                                                                     | Portogallo                                                                | 2 – 3                                                                     | Austria                                                                   | Amichevole                                                                | -3                                                                        |                                                                           |
| 27-2-1936                                                                 | Lisbona                                                                   | Portogallo                                                                | 1 – 3                                                                     | Germania                                                                  | Amichevole                                                                | -3                                                                        | 54’                                                                       |
| Totale                                                                    |                                                                           | Presenze                                                                  | 4                                                                         |                                                                           | Reti                                                                      | -10                                                                       |                                                                           |